# Río Huaqui
El río Huaqui es un curso natural de agua que nace en la Región del Biobío y fluye en dirección general este a oeste para desembocar en la ribera derecha del río Biobío.
No confundir con el río Huequi que desemboca en el Golfo de Ancud.

## Trayecto
El río Huaqui nace de la confluencia de varios arroyos generados en vegas del flanco oriente del Valle Central. Sus dos principales afluentes son el río Rarinco y el río Quilpué (no confundir con el estero Quilpué que es afluente del río Aconcagua). Desemboca en el río Biobío inmediatamente al sur de la Estación Diuquín.
En su informe la Dirección general de Aguas lo considera "Río de origen en el Llano Central a partir de afloramientos subterráneos en dirección este oeste. Aporte de aguas servidas desde el estero Quilque procedente de Los Angeles.": 123 

## Caudal y régimen
La subcuenca media del río Biobío se extiende desde antes de la junta del río Lirquén hasta la junta con el río Vergara, incluyendo los afluentes Bureo, Mulchén, Lirquén y Duqueco. En esta subcuenca se aprecia un régimen pluvial, salvo el cauce del río principal, el Biobío, que conserva un régimen pluvio–nival. El período de estiaje es común a toda la subcuenca y ocurre en el trimestre enero-marzo, debido a las bajas precipitaciones y al uso intensivo de agua para riego.: 91–92 

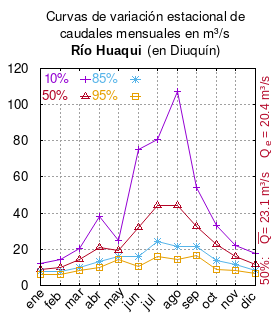
Curvas de variación estacional del río Huaqui en Diuquín.

Los datos del diagrama superior fueron recogidos de la publicación de la DGA "Evaluación de los recursos hídricos superficiales de la cuenca del río Bio Bio." En su anexo 4 se incluyen los datos para las curvas de variación estacional del río Huaqui en Diuquín.: 13 
El caudal del río (en un lugar fijo) varía en el tiempo, por lo que existen varias formas de representarlo. Una de ellas son las curvas de variación estacional que, tras largos periodos de mediciones, predicen estadísticamente el caudal mínimo que lleva el río con una probabilidad dada, llamada probabilidad de excedencia. La curva de color rojo ocre (con {\displaystyle {\color {Red}\vartriangle }}) muestra los caudales mensuales con probabilidad de excedencia de un 50%. Esto quiere decir que ese mes se han medido igual cantidad de caudales mayores que caudales menores a esa cantidad. Eso es la mediana (estadística), que se denota Qe, de la serie de caudales de ese mes. La media (estadística) es el promedio matemático de los caudales de ese mes y se denota {\displaystyle {\overline {Q}}}. 
Una vez calculados para cada mes, ambos valores son calculados para todo el año y pueden ser leídos en la columna vertical al lado derecho del diagrama. El significado de la probabilidad de excedencia del 5% es que, estadísticamente, el caudal es mayor solo una vez cada 20 años, el de 10% una vez cada 10 años, el de 20% una vez cada 5 años, el de 85% quince veces cada 16 años y la de 95% diecisiete veces cada 18 años. Dicho de otra forma, el 5% es el caudal de años extremadamente lluviosos, el 95% es el caudal de años extremadamente secos. De la estación de las crecidas puede deducirse si el caudal depende de las lluvias (mayo-julio) o del derretimiento de las nieves (septiembre-enero).

## Historia
Hans Niemeyer lo llama "Huaqui",: 428  la Dirección General de Aguas utiliza la transcripción "Guaqui",: 2  pero 
Francisco Solano Asta-Buruaga y Cienfuegos escribió en 1899 en su obra póstuma Diccionario Geográfico de la República de Chile sobre el río "Guaque":
Guaque.-—Río del departamento de Laja de poco caudal y de unos 55 kilómetros de curso. Tiene origen ó se forma de pequeños arroyos, que nacen hacia el término occidental del fundo de las Canteras; corre más ó menos al O., dejando algún tanto distante á la mano sur la ciudad de los Ángeles, y va á morir, derramado en una ancha boca, en la derecha del río Bío-Bío inmediatamente al S. de la estación de Diuquín. Por su margen le entran los riachuelos de Rarinco y Quilque. Junto á su boca existió la plaza del Santo Árbol de la Cruz. Sus riberas contienen buenos terrenos cultivables y fundos de su propio nombre, el cual se le tiene por derivado de guaqueñ, gritería, murmullo.